# Bol (Txad)
Bol (en àrab بول, Būl) és una ciutat del Txad, capital de la regió del Llac. La ciutat es comunica amb l'exterior per l'aeroport de Bol-Bérim, que té una pista pavimentada. Bol estava en les ribes de Llac Txad, abans que aquest reduís de mida. Bol està 152 km al nord de la capital de Txad, N'Djamena.

## Demografia
|      | Població |
| ---- | -------- |
| 1993 | 7 769    |
| 2009 | 35 963   |